# Liten blåmåra
Liten blåmåra (Asperula arvensis) är en måreväxtart som beskrevs av Carl von Linné. Enligt Catalogue of Life ingår Liten blåmåra i släktet färgmåror och familjen måreväxter, men enligt Dyntaxa är tillhörigheten istället släktet färgmåror och familjen måreväxter. Arten förekommer tillfälligt i Sverige, men reproducerar sig inte. Inga underarter finns listade i Catalogue of Life.